# Церква архистратига Михаїла на Підзамчі (Перемишль)
Церква Михаїла на Підзамчі — не існуюча православна, а згодом греко-католицька культова будівля, що знаходилась у Перемишлі, в районі Підзамче. Належала до типу дерев'яних, скоріш за все одно- або двозрубних, одноверхих споруд, із купольним завершенням. Припинила існування наприкінці XVIII століття. Місце розташування та прилеглий до нього цвинтар зазнали видозміни у зв'язку із розливом ріки Сян.

## Історія
Історія виникнення споруди невідома. Розташування у районі Підзамче, що прилягає до княжої резиденції на замковій горі і до історичного ареалу міського посаду за межами мурів часів магдебурзького права, може свідчити про давньоруську генезу. Правдоподібним, однак, є і пізніше походження, що відноситься до періоду після витіснення православних храмів із магдебурзького міста, котре виникло внаслідок польського завоювання середини XIV століття. Наприкінці XVIII століття, в період так званої «Йосифінської касати», споруда була розібрана. Цвинтар, який знаходився коло церкви, як і саме місце її розташування, були зруйновані під час одного із розливів Сяну. Згодом, коло цього місця була встановлено дерев'яний хрест. Ікона святого Михаїла, що початково розташовувалась у церкві, перенесена до катедрального храму. Доля земельних угідь, котрі належали церкві Михаїла невідома.

## Архітектура
На одному із рисунків XVII століття збереглось зображення будівлі. Вона являла собою, одно, або дво-зрубну дерев'яну конструкцію, покриту похилим наметовим дахом. Над середньою частиною (навою) будівлі розташовувався купол, із низьким барабаном.

## Іконографічні матеріали

Зображення церкви Михаїла у Перемишлі на реконструкції панорами міста XVII ст.
Позначення споруди на реконструкції панорами міста XVII ст.
Хрест на місці церкви св.Михаїла у Перемишлі на кадастровій карті 1852